# چیدینگلی
چیدینگلی (به انگلیسی: Chiddingly) یک روستا و محله مدنی در بریتانیا است که در Wealden واقع شده‌است. چیدینگلی ۱۷٫۶ کیلومتر مربع مساحت و ۱٬۲۴۷ نفر جمعیت دارد.